# EM i landevejscykling 2023
EM i landevejscykling 2023 var det 29. europæiske mesterskab i landevejscykling. Konkurrencerne fandt sted fra den 20. til den 24. september 2023 i Drenthe, Holland.

## Medaljeoversigt

### Herrer
| Event           | Guld                                    | Guld       | Sølv                                 | Sølv  | Bronze                         | Bronze |
| --------------- | --------------------------------------- | ---------- | ------------------------------------ | ----- | ------------------------------ | ------ |
| Herrer - Elite  |                                         |            |                                      |       |                                |        |
| Linjeløb        | Christophe Laporte · Frankrig (FRA)     | 4t 15' 50" | Wout van Aert · Belgien (BEL)        | + 0"  | Olav Kooij · Holland (NED)     | + 0"   |
| Enkeltstart     | Joshua Tarling · Storbritannien (GBR)   | 31' 30"    | Stefan Bissegger · Schweiz (SUI)     | + 42" | Wout van Aert · Belgien (BEL)  | + 43"  |
| Herrer - U23    |                                         |            |                                      |       |                                |        |
| Linjeløb        | Henrik Breiner Pedersen · Danmark (DEN) | 3t 00' 12" | Iván Romeo · Spanien (ESP)           | + 25" | Paul Magnier · Frankrig (FRA)  | + 37"  |
| Enkeltstart     | Alec Segaert · Belgien (BEL)            | 22' 02"    | Carl-Frederik Bévort · Danmark (DEN) | + 38" | Gustav Wang · Danmark (DEN)    | + 52"  |
| Herrer - Junior |                                         |            |                                      |       |                                |        |
| Linjeløb        | Anže Ravbar · Slovenien (SLO)           | 2t 38' 50" | Matys Grisel · Frankrig (FRA)        | + 2"  | Žak Eržen · Slovenien (SLO)    | + 2"   |
| Enkeltstart     | Albert Withen Philipsen · Danmark (DEN) | 22' 48"    | Jørgen Nordhagen · Norge (NOR)       | + 47" | Sente Sentjens · Belgien (BEL) | + 49"  |

### Damer
| Event          | Guld                                 | Guld       | Sølv                                  | Sølv  | Bronze                                 | Bronze   |
| -------------- | ------------------------------------ | ---------- | ------------------------------------- | ----- | -------------------------------------- | -------- |
| Damer - Elite  |                                      |            |                                       |       |                                        |          |
| Linjeløb       | Mischa Bredewold · Holland (NED)     | 3t 04' 12" | Lorena Wiebes · Holland (NED)         | + 4"  | Lotte Kopecky · Belgien (BEL)          | + 4"     |
| Enkeltstart    | Marlen Reusser · Schweiz (SUI)       | 35' 53"    | Anna Henderson · Storbritannien (GBR) | + 43" | Christina Schweinberger · Østrig (AUT) | + 44"    |
| Damer - U23    |                                      |            |                                       |       |                                        |          |
| Linjeløb       | Ilse Pluimers · Holland (NED)        | 2t 46' 33" | Anna Shackley · Storbritannien (GBR)  | + 1"  | Linda Zanetti · Schweiz (SUI)          | + 1"     |
| Enkeltstart    | Zoe Bäckstedt · Storbritannien (GBR) | 24' 25"    | Antonia Niedermaier · Tyskland (GER)  | + 58" | Anniina Ahtosalo · Finland (FIN)       | + 1' 34" |
| Damer - Junior |                                      |            |                                       |       |                                        |          |
| Linjeløb       | Fleur Moors · Belgien (BEL)          | 1t 59' 45" | Federica Venturelli · Italien (ITA)   | + 2"  | Léane Tabu · Frankrig (FRA)            | + 7"     |
| Enkeltstart    | Federica Venturelli · Italien (ITA)  | 26' 23"    | Stina Kagevi · Sverige (SWE)          | + 24" | Hannah Kunz · Tyskland (GER)           | + 33"    |

### Mixed
| Event          | Guld | Guld    | Sølv | Sølv  | Bronze | Bronze |
| -------------- | --- | ------- | --- | ----- | --- | ------ |
| Mixed - Elite  | |         | |       | |        |
| Holdtidskørsel | Frankrig · Bruno Armirail · Rémi Cavagna · Benjamin Thomas · Audrey Cordon-Ragot · Cédrine Kerbaol · Juliette Labous | 43' 23" | Italien · Edoardo Affini · Mattia Cattaneo · Matteo Sobrero · Elena Cecchini · Vittoria Guazzini · Soraya Paladin | + 4"  | Tyskland · Miguel Heidemann · Jannik Steimle · Max Walscheid · Lisa Klein · Franziska Koch · Mieke Kröger | + 23"  |
| Mixed - Junior | |         | |       | |        |
| Holdtidskørsel | Italien · Andrea Bessega · Luca Giaimi · Andrea Montagner · Eleonora La Bella · Alice Toniolli · Federica Venturelli | 48' 14" | Tyskland · Moritz Bell · Ian Kings · Louis Leidert · Pia Grünewald · Hannah Kunz · Joelle Amelie Messemer         | + 25" | Frankrig · Léo Bisiaux · Eliott Boulet · Maxime Decomble · Julie Bego · Alice Brédard · Léane Tabu        | + 42"  |